# Ammolabrus dicrus
Ammolabrus dicrus är en fiskart som beskrevs av Randall och Carlson, 1997. Ammolabrus dicrus ingår i släktet Ammolabrus och familjen läppfiskar. IUCN kategoriserar arten globalt som livskraftig. Inga underarter finns listade i Catalogue of Life.